# Montbonnot-Saint-Martin
Montbonnot-Saint-Martin è un comune francese di 5 019 abitanti situato nel dipartimento dell'Isère della regione dell'Alvernia-Rodano-Alpi, nella zona dell'antica provincia del Grésivaudan.

## Società

### Evoluzione demografica
Abitanti censiti